# Пустовит, Александр Витальевич
Александр Витальевич Пустовит (род. 14 октября 1956, Киев) — украинский культуролог, музыкант, лектор. Кандидат физико-математических наук (1986). Лауреат Всеукраинского конкурса лекторов (1989). Автор учебников: «История европейской культуры. Введение в культурологию», «Этика и эстетика. Наследие Запада. История красоты и добра», «Введение в логику», монографии «Пушкин и западноевропейская философская традиция».

## Биография
В 1973 году окончил 71 среднюю школу в Киеве. Был учеником выдающегося преподавателя математики Ростислава Ивановича Шиманского. В 1979 году окончил Киевский государственный университет им. Т. Г. Шевченко (теоретическая физика). Кандидат физико-математических наук. В 1989 окончил Киевскую народную консерваторию (фортепиано) по классу Юрия Петровича Глущенко.
Лауреат Всеукраинского конкурса лекторов (1989). Концертировал в составе фортепианного дуэта. Выступал с лекциями-концертами. С 1979 по 1992 год работал в Институте коллоидной химии и химии воды АН УССР (инженер, младший научный сотрудник, научный сотрудник). С 1992 по 2016 год преподавал в киевских школах и вузах курсы высшей математики, музыки, этики и эстетики, логики, истории европейской художественной культуры.

## Книги
- 2002 — «История европейской культуры» (первое издание)
- 2004 — «История европейской культуры» (второе издание)
- 2006 — «Этика и эстетика. Наследие Запада. История красоты и добра»[1]
- 2012 — «История европейской культуры. Введение в культурологию»(третье издание)
- 2013 — «Введение в логику» (первое издание)
- 2015 — «Пушкин и западноевропейская философская традиция» (первое издание)
- 2019 — «Пушкин и западноевропейская философская традиция» (второе издание)
- 2021 — «Пушкин и западноевропейская философская традиция» (третье издание)
- 2021 — «Введение в логику» (второе издание)
- Игры в бисер

## Интервью
- Интервью Александра Пустовита для радиостанции «Світле Радіо Еммануїл»[2]
- Интервью Александра Пустовита для проекта «The Virtuoso»[3]
- Интервью Александра Пустовита телеканалу «UKRLIFE.TV»[4]
- Интервью Александра Пустовита сообществу украинских рекламистов «Jobscreators»
- Интервью Александра Пустовита для фонда поддержки научных теологических исследований «Теоэстетика»[5]